# 3020 Naudts
3020 Naudts è un asteroide della fascia principale. Scoperto nel 1949, presenta un'orbita caratterizzata da un semiasse maggiore pari a 2,7602983 UA e da un'eccentricità di 0,0625614, inclinata di 6,27217° rispetto all'eclittica.
L'asteroide è dedicato all'astrofilo belga Ignace Naudts.